# Martín Posadillo (A-04)
Le Martín Posadillo (A-04) est un navire de transport de type roulier de l'armada espagnole.

## Histoire
Il est retiré du service en septembre 2020. Il sera remplacé par le roulier Ysabel (A-06).